# KLXY (FM)
KLXY (90.5 FM ) é uma estação de rádio educacional não comercial americana licenciada para servir a comunidade de Woodlake no Condado de Tulare, Califórnia . A estação pertence e é operada pela Fundação de Mídia Educacional, e é uma afiliada da rede cristã contemporânea K-Love . 
Como KUFW, KLXY transmitiu anteriormente um formato de música regional mexicana e programação educacional com a marca "La Campesina 90.5 FM" para os trabalhadores rurais da área metropolitana de Visalia como parte da Rede de Rádio Campesina.    (" Campesina " é uma palavra espanhola que significa "camponês" ou "agricultor". ) Anthony Chavez, presidente da Farmworker Educational Radio Network, Inc., é o filho mais novo do trabalhador rural americano, líder sindical e ativista dos direitos civis César Chávez .  

## História
Em julho de 1980, o sindicato United Farm Workers, trabalhando por meio de uma subsidiária chamada Farmworkers Communications, Inc., solicitou à Federal Communications Commission (FCC) uma licença de construção para uma nova estação de rádio.  A FCC concedeu esta licença em 31 de agosto de 1981, com data de expiração programada para 31 de agosto de 1982.  A nova estação recebeu o indicativo de chamada KUFW em 30 de novembro de 1981.  Após várias extensões, a construção e os testes foram concluídos em maio de 1983 e o KUFW começou a transmitir sob autoridade de teste do programa .   KUFW tornou-se a primeira estação de rádio dos Estados Unidos "dedicada às necessidades dos trabalhadores rurais".   A estação recebeu sua licença de transmissão em 28 de junho de 1984.  
A estação foi tirada temporariamente do ar em meados de abril de 1990 por um incêndio que destruiu o interior da instalação de transmissão e destruiu a sala de controle da estação. Enquanto os reparos estavam sendo feitos, a transmissão foi retomada de uma das vans de transmissão remota da estação estacionadas no local da instalação destruída pelo fogo.
Em agosto de 1995, Farmworkers Communications, Inc., entrou com um pedido na FCC para transferir a licença de transmissão KUFW para National Farm Workers Service Center, Inc. A FCC aprovou a mudança em 13 de dezembro de 1995, e a transação foi formalmente consumada em 14 de dezembro de 1995.
Em 2 de setembro de 2011, os advogados que representam as estações de rádio KUFW e KNAI ( Phoenix, Arizona ) notificaram a FCC que o titular da licença National Farm Workers Service Center, Inc. havia mudado legalmente seu nome para "Fundação César Chávez" em 30 de junho de 2010 .  
A partir de 20 de agosto de 2019, a Fundação Cesar Chavez negociou o KUFW com a Fundação de Mídia Educacional, em troca de 106,3 KVPW, para consumar um acordo que havia sido anunciado três anos antes. KUFW tornou-se afiliado de K-Love,  e mudou seu indicativo de chamada para KLXY.  